# Kościół św. Mateusza w Mańkowicach
Kościół pod wezwaniem św. Mateusza w Mańkowicach – w miejscowości Mańkowice w województwie opolskim, w powiecie nyskim, w gminie Łambinowice. Kościół filialny należący do parafii pod wezwaniem św. Marcina Biskupa, w Jasienicy Dolnej, w Dekanacie Skoroszyce, w Diecezji Opolskiej.